# Goldhillita
La goldhillita es un mineral, arseniato hidratado de cobre y zinc, con hidroxilos, que fue descrito y aprobado como una nueva especie mineral en 2021, a partir de ejemplares encontrados en la mina de Gold Hill, n el distrito minero del mismo nombre, condado de Tooele, Utah (USA), que consecuentemente es la localidad tipo. El nombre deriva del de la localidad.

## Propiedades físicas y químicas
La goldhillita aparece como agrupaciones de microcristales tabulares, de color verde esmeralda, brillantes. Es el análogo con arsénico de la kipushita, con fosfato en lugar de arseniato. Es muy semejante a la philipsburgita, que sería un análogo parcial. Ambos minerales se consideraron inicialmente el mismo, siendo la goldhillita una variedad de philipsburgita sin fosfato como componente minoritario frente al arseniato. Al examinarse la estructura de la philipsburgita y   redefinirse con lugares definidos para fosfato y arseniato, el mineral sin fosfato quedó como una especie distinta, extremo de una serie isomorfa con la kipushita.

## Yacimientos
La goldhillita es un mineral de formación secundaria, por la alteración de minerales complejos de cobre y zinc con arsénico, que aparece asociado a otros del mismo origen y composición semejante, como la cornwallita, conicalcita y zalesiita. Se ha encontrado en unas pocas localidades en el mundo. Pueden destacarse los ejemplares encontrados en la década de 1990 en la mina Clara, Oberwolfach, Baden-Württemberg (Alemania), que se identificaron inicialmente como philipsburgita sin fosfato.En España, se ha encontrado en ejemplares de buena calidad en la mina Trípoli, en Huércal de Almería (Almería), y en la mina Las Cocotas, en Tíjola (Almería).